# 호광등

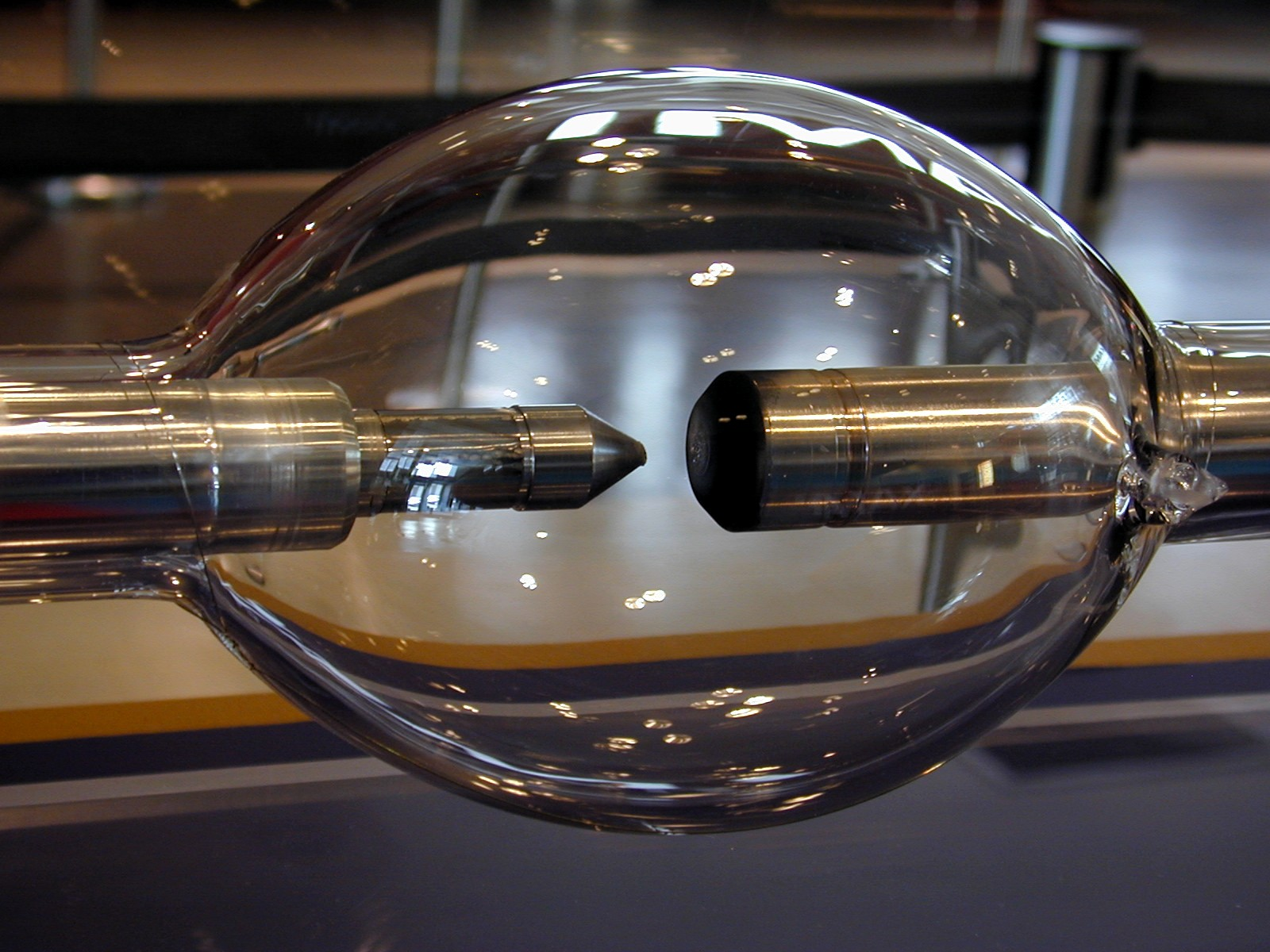

호광등(arc lamp) 또는 아크 전등(arc light, 전기 아크로도 불림)은 전기 아크가 빛을 생성하는 램프이다.

## 동작

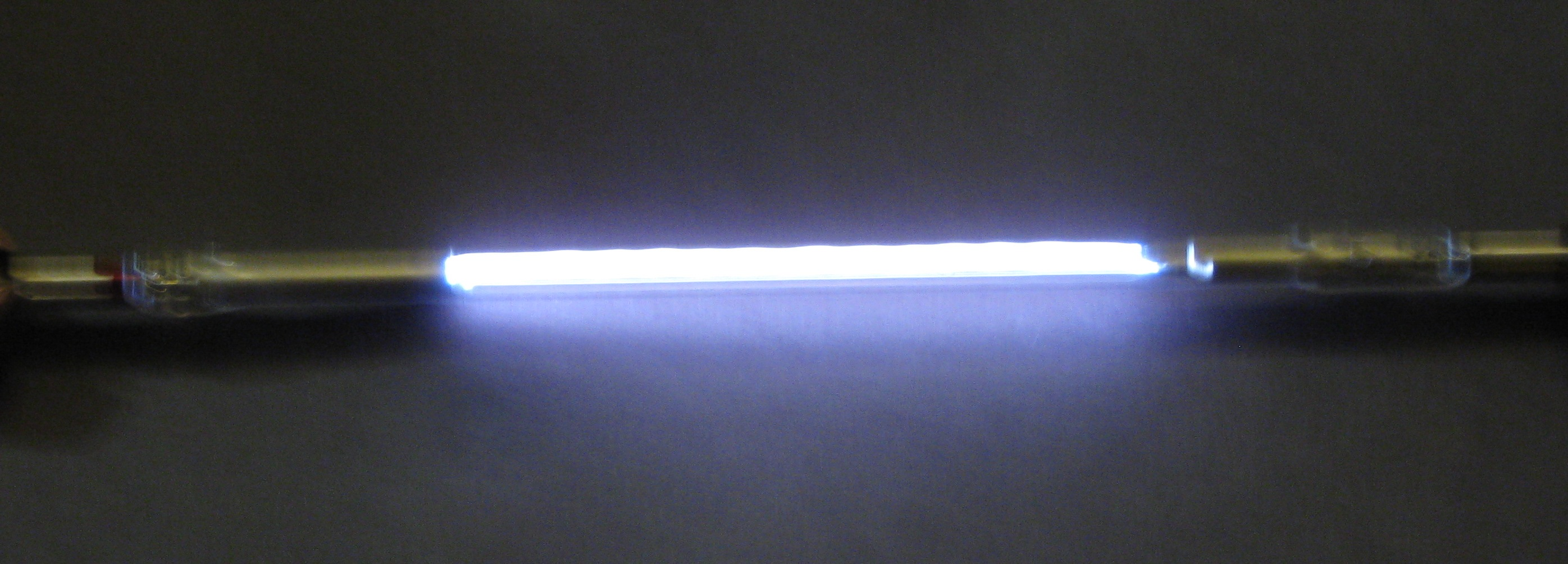

아크 가스가 이온화될 때 발생하는 방전이다. "스트라이크"는 점화기 및 안정기와 전기회로가 필요하다. 안정기는 램프와 직렬로 유선 및 두가지 기능을 수행한다.

## 같이 보기
- 흑연
- 고강도 방전등
- 레옹 푸코
- 프라세오디뮴
- 차폐 금속 아크 용접
- 무대 조명
- 발터 네른스트